# Trucios-Turtzioz
Trucios-Turtzioz (denominazione ufficiale bilingue; in basco Turtzioz, in spagnolo Trucios) è un comune spagnolo di 521 abitanti situato nella comunità autonoma dei Paesi Baschi.